# 505-й штурмовой авиационный полк
505-й штурмовой авиационный полк — авиационная воинская часть ВВС РККА штурмовой авиации в Великой Отечественной войне.

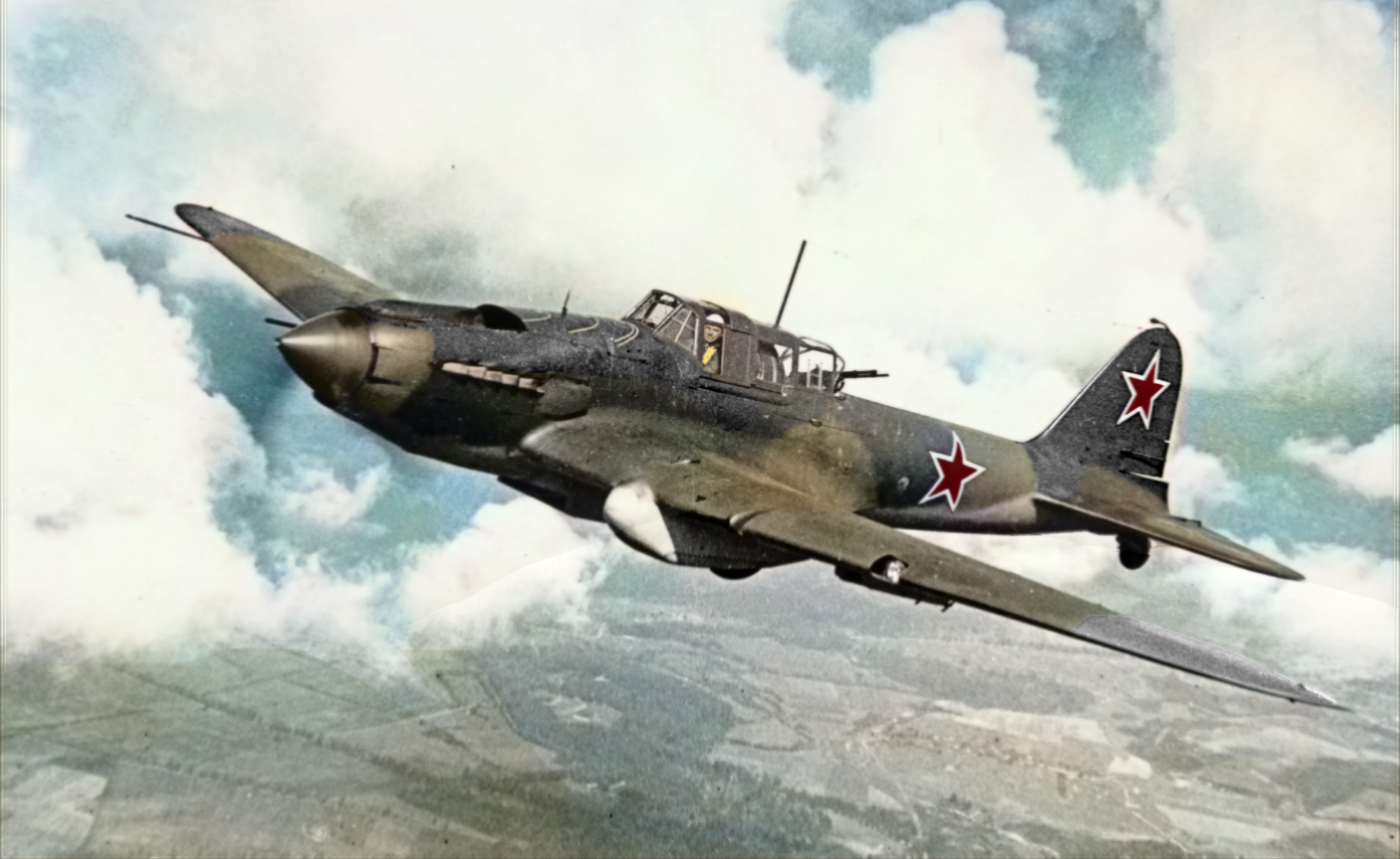
На вооружение полка самолёт Ил-2 поступил в середине сентября 1941 года.

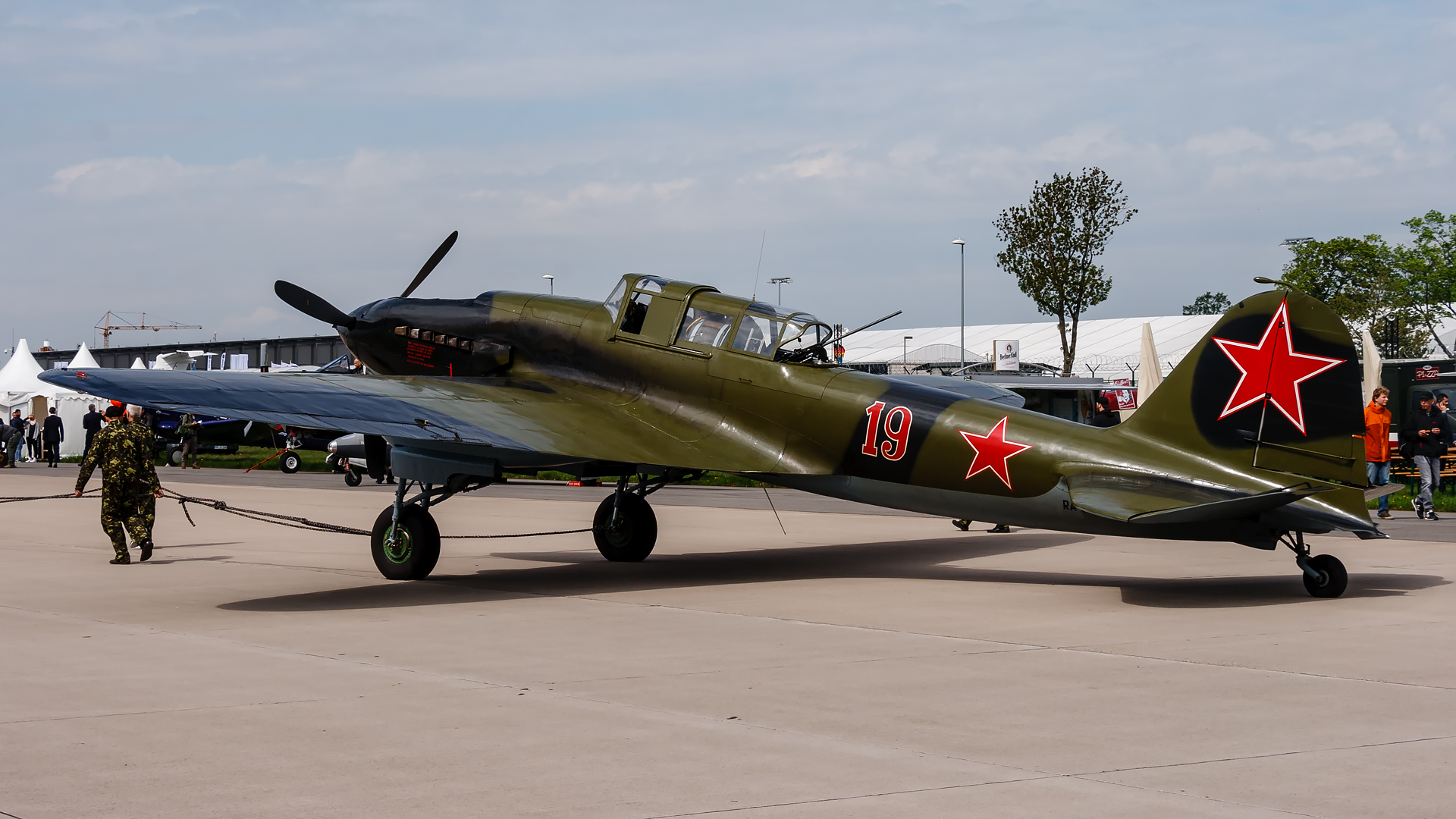
Конструкторы называли разработанный ими штурмовик Ил-2 «летающим танком», пилоты-истребители люфтваффе прозвали его «бетонным самолётом» (нем. Betonflugzeug), солдаты вермахта называли его «чумой» (нем. Schwarzer Tod, дословно: «чёрная смерть»).

## Наименование полка
В различные годы своего существования полк имел наименования:
- 505-й штурмовой авиационный полк;
- 75-й гвардейский штурмовой авиационный полк (18.03.1942 г.)[1];
- 75-й гвардейский штурмовой авиационный Сталинградский полк (04.05.1944 г.);
- 75-й гвардейский штурмовой авиационный Сталинградский Краснознамённый полк (06.07.1944 г.);
- 75-й гвардейский штурмовой авиационный Сталинградский Краснознамённый ордена Суворова полк (26.04.1945 г.);
- 75-й гвардейский истребительно-бомбардировочный авиационный Сталинградский Краснознамённый ордена Суворова полк (26.04.1945 г.)[1];
- Войсковая часть (Полевая почта) 30032.

## История и боевой путь полка
505-й штурмовой авиационный полк сформирован 1 сентября 1941 года. На вооружении имел самолёты Ил-2. Участие в боевых действиях принял 10 октября 1941 года, участвуя в обороне Москвы. Полк выполнил 25 боевых вылетов, а затем убыл в Куйбышев за новой материальной частью.
После переформирования в ВВС Приволжского военного округа полк прибыл в состав ВВС Западного фронта, где принял участие в Ржевско-Вяземской стратегической наступательной операции с 1 по 20 апреля 1942 года. С 29 мая 1942 год полк перебазировался на Юго-Западный фронт, где вошел в состав 228-й штурмовой авиационной дивизии. Недоукомплектованная самолётами Ил-2 и личным составом дивизия приступила к выполнению боевых задач на Юго-Западном фронте с аэродрома Н. Дуванка
9 июня 1942 года 228-я штурмовая авиационная дивизия вошла в состав 8-й воздушной армии Юго-Западного фронта. С 18 июня 1942 года полк перешел в подчинение 226-й штурмовой авиационной дивизии. С 12 июля 1942 года полк в составе 8-й воздушной армии вошел в подчинение Сталинградского фронта и участвовал в Сталинградской битве на котельниковском направлении и в Донбассе.
За проявленные в боях отвагу, стойкость, дисциплину и героизм личного состава Приказом НКО СССР № 128 от 18 марта 1943 года дивизия преобразована в 1-ю гвардейскую штурмовую авиационную дивизию и 4 мая 1943 года удостоена почётного наименования «Сталинградская», полк преобразован в 75-й гвардейский (Директивой Штаба ВВС КА № 512340 от 21.03.43 г.) и ему присвоено почетное наименование «Сталинградский». Гвардейское знамя полку вручено 29 апреля 1943 года.
В составе действующей армии полк находился с 10 по 17 октября 1941 года.

## Командиры полка
- майор Годин Дмитрий Никонорович, 16.09.1941 — 31.12.1941
- майор Чумаченко Леонид Карпович, 01.02.1942 — 01.08.1942
- майор, гвардии майор, подполковник Ляховский Наум Федорович, 25.12.1942 — 06.1944
- гвардии майор Стрельцов Владимир Федорович, 06.1944 — 11.1945
- гвардии полковник Болдырихин Фёдор Захарович, 11.1945 — 01.06.1946 г.

## В составе объединений
| Дата          | Фронт (округ)             | Армия                            | Корпус | Дивизия                                       | Примечания |
| ------------- | ------------------------- | -------------------------------- | ------ | --------------------------------------------- | ---------- |
| 16.09.1941 г. | Западный фронт            | ВВС Западного фронта             |        |                                               |            |
| 17.10.1941 г. | Приволжский военный округ | ВВС Приволжского военного округа |        | 1-я запасная штурмовая авиационная бригада    |            |
| 01.04.1942 г. | Западный фронт            | ВВС Западного фронта             |        |                                               |            |
| 29.05.1942 г. | Юго-Западный фронт        | ВВС Юго-Западного фронта         |        | 228-я штурмовая авиационная дивизия           |            |
| 13.06.1942 г. | Юго-Западный фронт        | 8-я воздушная армия              |        | 228-я штурмовая авиационная дивизия           |            |
| 18.06.1942 г. | Юго-Западный фронт        | 8-я воздушная армия              |        | 226-я штурмовая авиационная дивизия           |            |
| 12.07.1942 г. | Сталинградский фронт      | 8-я воздушная армия              | -      | 226-я штурмовая авиационная дивизия           |            |
| 15.09.1942 г. | Юго-Западный фронт        | 8-я воздушная армия              | -      | 226-я штурмовая авиационная дивизия           |            |
| 30.09.1942 г. | Сталинградский фронт      | 8-я воздушная армия              | -      | 226-я штурмовая авиационная дивизия           |            |
| 06.12.1942 г. | Сталинградский фронт      | 8-я воздушная армия              | -      | 287-я истребительная авиационная дивизия      |            |
| 25.12.1942 г. | Сталинградский фронт      | 8-я воздушная армия              | -      | 226-я штурмовая авиационная дивизия           |            |
| 31.12.1942 г. | Южный фронт               | 8-я воздушная армия              | -      | 226-я штурмовая авиационная дивизия           |            |
| 18.03.1943 г. | Южный фронт               | 8-я воздушная армия              | -      | 226-я штурмовая авиационная дивизия           |            |
| 18.03.1943 г. | Южный фронт               | 8-я воздушная армия              | -      | 1-я гвардейская штурмовая авиационная дивизия |            |

## Участие в операциях и битвах
- Битва за Москву — с 10 октября 1941 года по 17 октября 1941 года.
- Харьковская операция — с 12 мая 1942 года по 29 мая 1942 года.
- Воронежско-Ворошиловградская операция — с 28 июня 1942 года по 24 июля 1942 года.
- Сталинградская битва — с 21 июля 1942 года по 1 февраля 1943 года.
- Ростовская операция — с 1 января 1943 года по 18 февраля 1943 года.